# Oxbow (Dakota Północna)
Oxbow – miasto w Stanach Zjednoczonych, w stanie Dakota Północna, w hrabstwie Cass.